# Enschede
Enschede é uma cidade e município localizada no leste dos Países Baixos, na província de Overijssel, a 4 km da fronteira com a Alemanha. Tem uma população de 158986 habitantes de acordo com a estimativa de janeiro de 2019.

## História
A antiga história de Enschede é desconhecida, mas no início da Idade Média existiu no centro contemporâneo do município um assentamento denominado Anescede ou Enscede. O assentamento, cuja origem do nome é desconhecida, abrigou uma igreja paróquia, uma feira e um castelo.
Em 1325, Enschede recebeu Direitos de Cidadania de Jan van Diest, o bispo de Utrecht e foi desde então permitida a proteger-se com um muro.
Em outubro de 1597 foi tomada sem resistência por Maurício de Nassau, que ordenou desmantelar a muralha exterior, embora confirmasse os direitos de cidade. Em finais do século XVIII instalaram-se as primeiras indústrias têxteis que, após a independência da Bélgica em 1830 e sobretudo depois do terceiro incêndio da cidade, em 1862, impulsionaram noravelmente a cidade com apoio do governo. De 1870 a 1900 a população quintuplicou e criaram-se bairros operários. Com estes surgiu também a questão social e o conflito laboral que inspiraria o sacerdote Alfons Ariëns à criação da primeira organização sindical católica. Muitas destas indústrias encerraram a partir de 1970, provocando a transformação de Enschede em cidade de serviços e ensino, circunstância reforçada com a criação da Universidade de Twente na cidade.
Enschede foi bombardeada na Segunda Guerra Mundial por várias vezes, em especial em 10 de outubro de 1943 e 22 de fevereiro de 1944. 
No dia 13 de maio de 2000 a cidade foi abalada pela explosão de uma fábrica de fogos que tirou a vida de 23 pessoas, deixando 947 feridos e mais 1.200 pessoas desabrigadas.

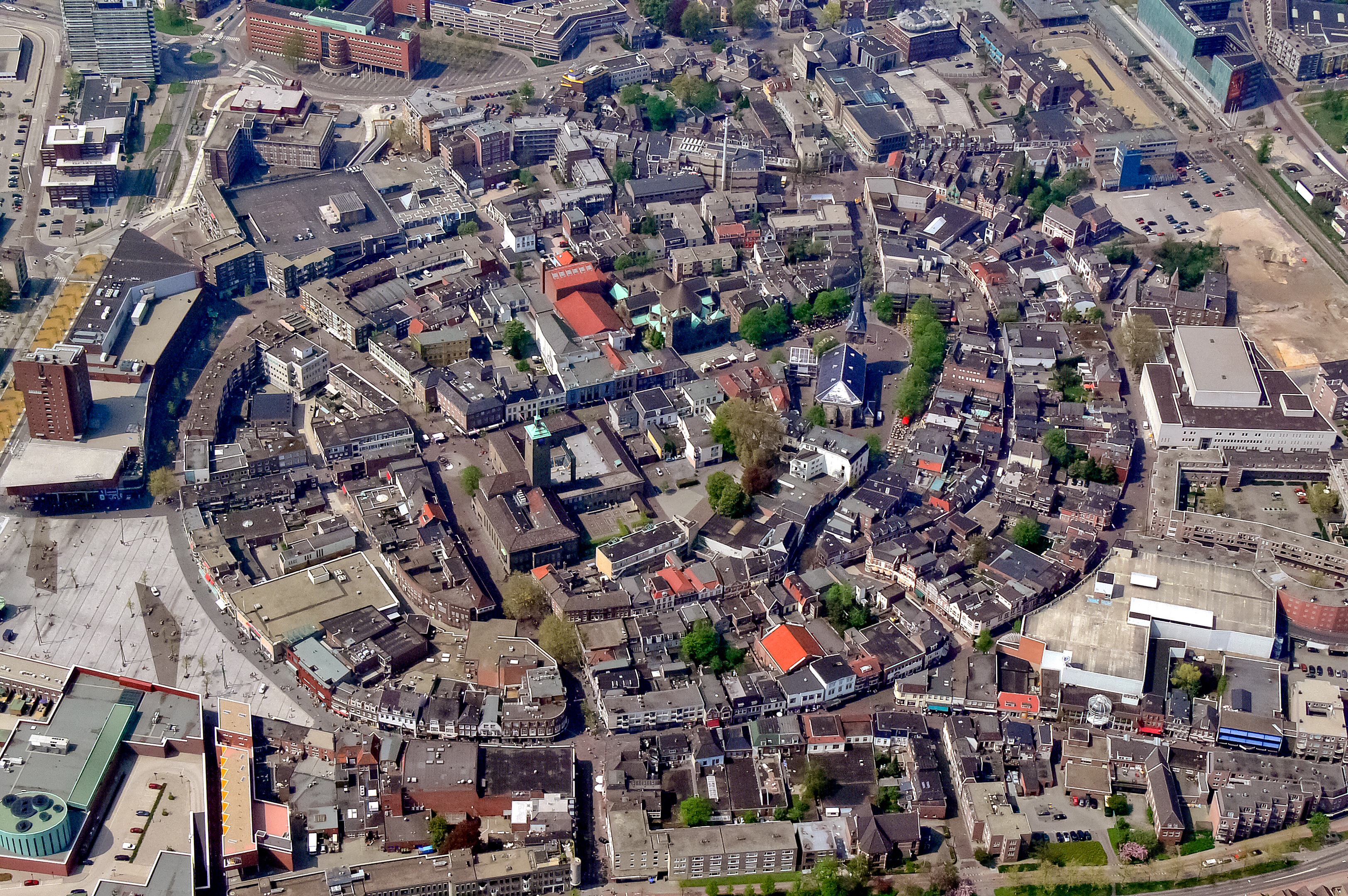
Centro histórico de Enschede

## Cooperação Internacional
- Palo Alto, Califórnia (EUA) é uma cidade geminada com Enschede desde 1980.